# Robert Fairchild
Robbie Fairchild, all'anagrafe Robert Fairchild (Salt Lake City, 9 giugno 1988), è un danzatore, attore e cantante statunitense, primo ballerino del New York City Ballet dal 2009 al 2017.

## Biografia
È stato ammesso alla School of American Ballet all'età di quindici anni e in pochi anni scalò i ranghi del New York City Ballet, fino a diventare "principal dancer" nel 2009. Particolarmente apprezzato fu il suo Romeo del Romeo e Giulietta coreografato da Peter Martins nel 2008.
Nel 2015 debuttò a Broadway nel musical An American in Paris, per cui fu candidato al Tony Award al miglior attore protagonista in un musical e vinse il Theatre World Award ed il Drama Desk Award. Nel 2017 tornò a recitare nel musical per la prima londinese. Nel 2019 ha interpretato Munkustrap nel film Cats.
Fairchild è stato sposato con la prima ballerina Tiler Peck dal 2014 al 2017 e dopo il divorzio ha dichiarato di essere gay.

## Filmografia
- Cats, regia di Tom Hooper (2019)
- Soundtrack – serie TV, 4 episodi (2019)
- Étoile – serie TV, 6 episodi (2025)